# Papilloculiceps longiceps

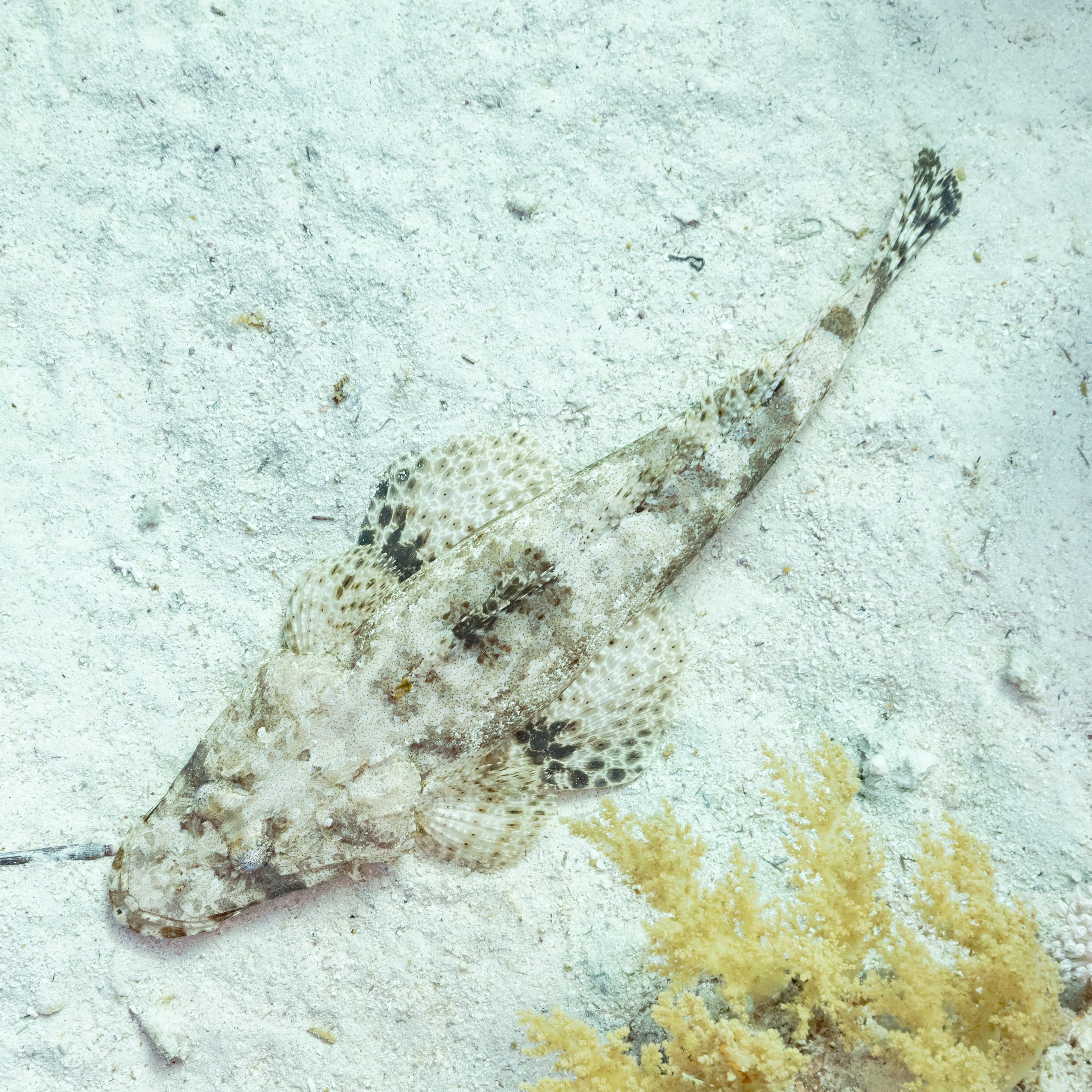
Ejemplar en el mar Rojo.

Papilloculiceps longiceps, comúnmente conocido como pez cocodrilo, es un pez de cabeza plana del orden Scorpaeniformes, orden que también incluye a los cabrachos y peces piedra. Es la única especie del género Papilloculiceps. Se encuentra en el océano Índico occidental; el mar Rojo y ahora también en el mar Mediterráneo, habiendo invadido como migración lessepsiana a través del canal de Suez.

## Comportamiento
Son peces depredadores que viven en el fondo del mar y usan su camuflaje para emboscar a sus presas.

## Descripción
Esta especie tienen manchas marrones o verdes y grises, de color ideal para camuflarse con su hábitat. Tienen orejeras oculares, que ayudan a romper el contorno del iris y mejorar el camuflaje. Esta especie puede alcanzar una longitud de hasta 70 cm.

## Hábitat
Papilloculiceps longiceps habita en áreas donde el fondo del mar es suave o arenoso y su camuflaje es más efectivo, generalmente asociado con arrecifes o escombros.

## Dieta
Estos peces son carnívoros y comen la mayoría de los peces lo suficientemente pequeños como para caber en su boca.